# Carrington (North Dakota)
Carrington ist eine Stadt im US-Bundesstaat North Dakota und Verwaltungssitz ("County Seat") von Foster County. Der US-Census von 2020 erfasste 2.080 Einwohner.

## Geschichte
Die Besiedelung des Ortes begann in den 1880er Jahren und wurde begünstigt durch den Bau einer Eisenbahnlinie der Northern Pacific Railway im Jahr 1882. Erst mit diesem Anschluss an das Eisenbahnnetz gelangten Güter und Baumaterialien, vor allem Holz, in die Region, und nach den ursprünglich aus Grassoden errichteten Unterkünften entstanden Häuser und erste Geschäfte. Seit Einrichtung des Foster County 1883 ist Carrington dessen Verwaltungssitz.

## Wirtschaft und Infrastruktur

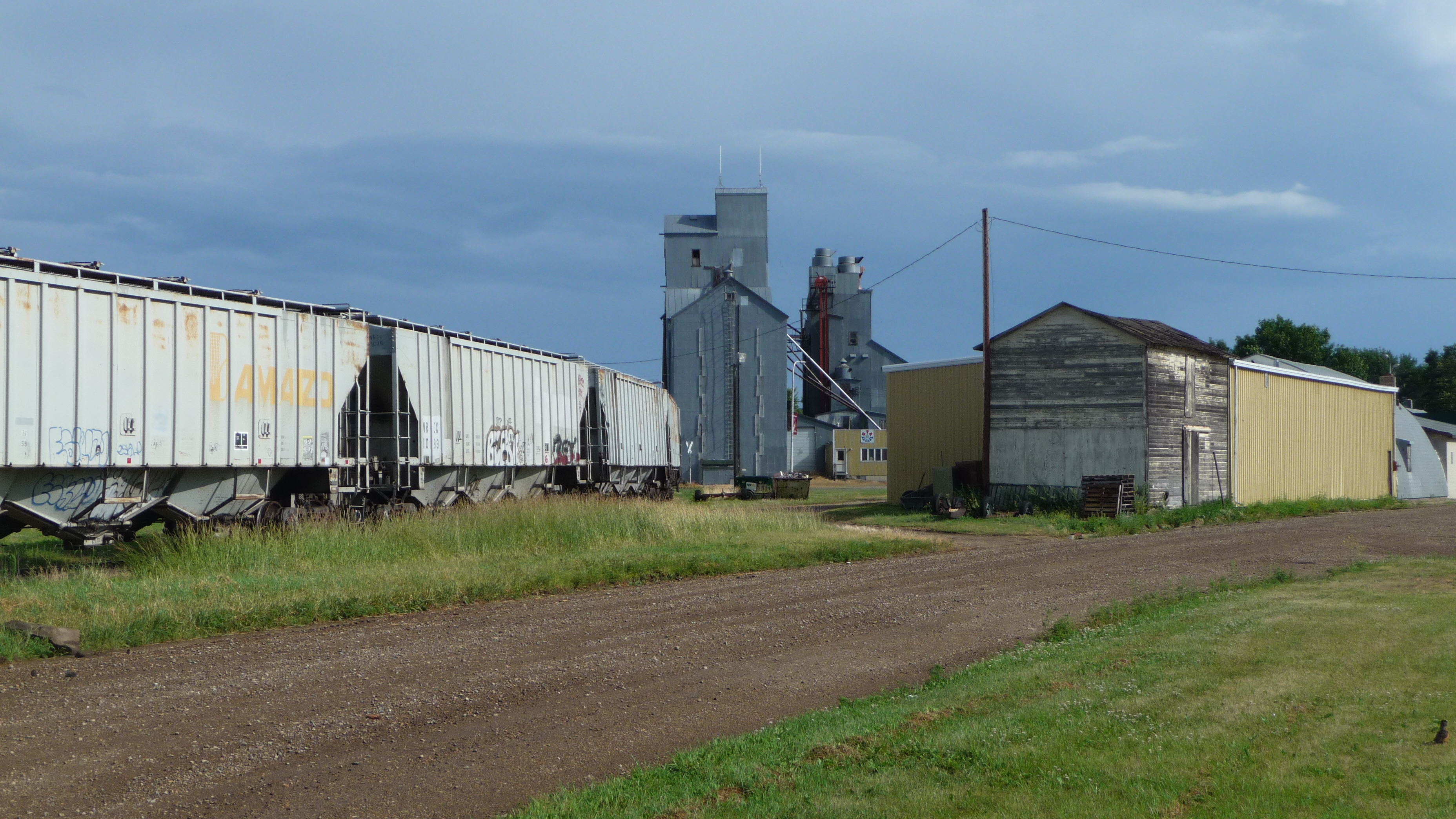
Getreidespeicher inmitten der Stadt

Die Wirtschaft in Carrington ist bis heute vornehmlich landwirtschaftlich geprägt. Zugleich ist der Ort Firmensitz der Dakota Growers Pasta Company, Inc, einem überregional agierenden Hersteller von Pastaprodukten.
Durch Carrington verlaufen der U.S. Highway 52 und der North Dakota Highway 200. Knapp 2 Kilometer westlich des Stadtzentrums liegt der Carrington Municipal Airport. Der Ort beherbergt eine Elementary School und eine High School.